# Montmaur (Hautes-Alpes)
Pour les articles homonymes, voir Montmaur.
Montmaur est une commune française située dans le département des Hautes-Alpes en région Provence-Alpes-Côte d'Azur. Elle est peuplée d'un peu plus de 500 habitants (les Montmaurins). Montmaur est située à 15 kilomètres de Gap, préfecture et principale ville du département, et à 5 kilomètres à l'est de Veynes auxquelles elle est reliée par la RD994. Sa population est concentrée dans la vallée formée par le Petit Buëch mais son territoire comprend également des zones de moyenne et haute montagne situés sur les contreforts sud du massif du Dévoluy (montagne d'Aurouze). Le pic de Bure (2709 mètres) constitue le point culminant de la commune. Montmaur fait partie de la communauté de communes de Buëch Dévoluy.

## Géographie
La commune de Montmaur d'une superficie de 48,77 km2 (4877 hectares) est située dans une région montagneuse qui occupe les contreforts sud du massif du Dévoluy. Sa partie basse est une vallée alluviale située à une altitude de 850 mètres et de forme triangulaire qui a été creusée et élargie par les retraits et avancées successives d'une langue du glacier de la Durance lors du maximum de la glaciation de Würm et qui est occupée par le Petit Buëch (un affluent de la Durance) .
Les trois quarts du territoire sont situés sur le flanc sud de la Montagne d'Aurouze et comprennent une partie du plateau de Bure qui constitue sa partie sommitale. Cette dernière culmine au pic de Bure qui avec ses 2709 mètres constitue le point le plus élevé de la commune. Le relief de cette montagne calcaire est très marqué avec de nombreuses combes et vallées qui entaillent profondément le massif. Les versants présentent des pentes fortes entrecoupées par des barres rocheuses. Le territoire de la commune est délimité au sud par le cours du Petit-Buëch (orienté est-ouest). La limite orientale est formée par la vallée de la Sigouste qui a modelé dans sa partie amont un vaste cirque rocheux comprenant des éboulis et des falaises abruptes en bordure du plateau de Bure et creuse dans sa partie aval une gorge profonde. La limite ouest est occupée par  La Béoux qui forme une vallée large de 200 mètres presque entièrement occupée par son cours. La plaine du petit-Buëch est propice aux cultures tandis que les pentes du Dévoluy dominent le village sont boisées (forêt des Sauvas) avec  quelques surfaces d'alpage (hameau de La Montagne). Le haut de la montagne d'Aurouze, en particulier le plateau de Bure, est pratiquement dépourvu de végétation,.

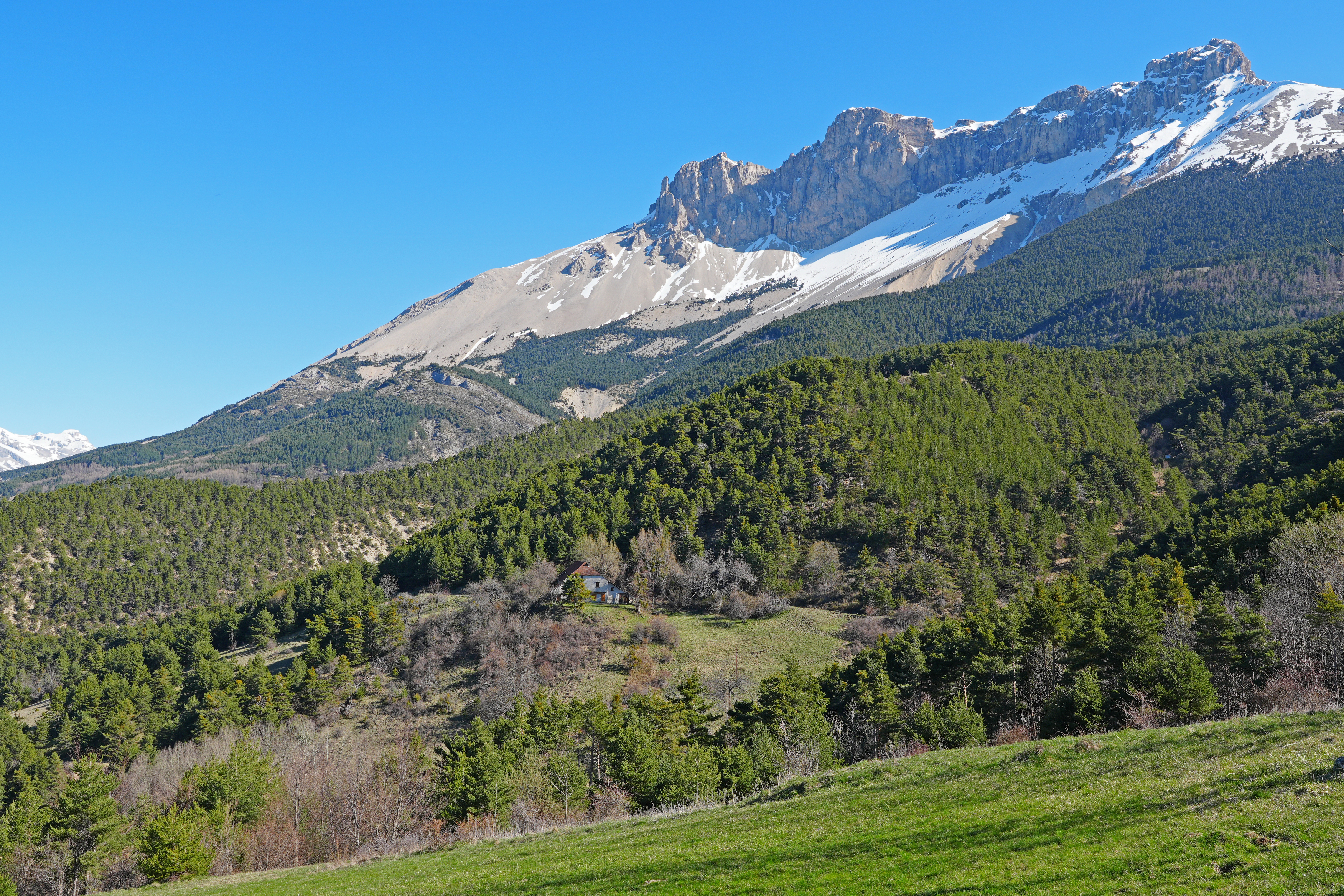
Plateau de Bure vu depuis le hameau de la Montagne.
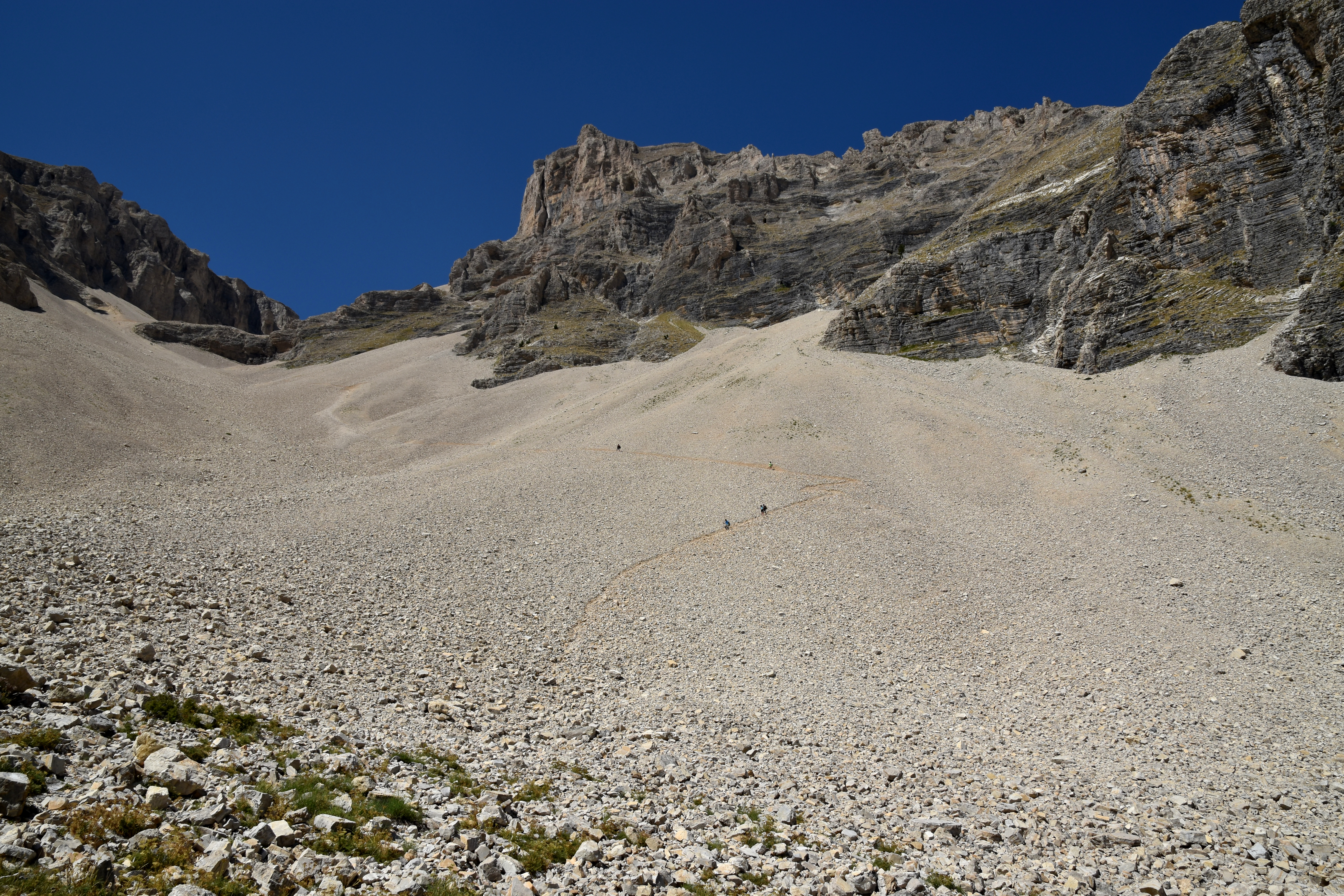
Eboulis de la combe de Mai typique du massif calcaire de la montagne d'Aurouze.

### Hydrologie
Le territoire de la commune fait partie dans son intégralité du bassin versant du Petit Buëch. Cette rivière prend sa source dans le vallée de Chaudun sur le territoire de la commune de Gap et pénètre dans la commune après avoir parcouru une vingtaine de kilomètres et drainé environ 100 km². Elle traverse la commune d'est en ouest et durant cette traversée elle reçoit les eaux de plusieurs affluents. Ceux-ci sont d'amont en aval :
- Le torrent de Sigaud (rive gauche)
- le ruisseau du Ruissan en rive droite draine le quart sud-est de la forêt domaniale des Sauvas. La superficie de son bassin versant est de 14 km² dont 11 km² pour le Rif de l'Arc et 2,5 km² pour le rvin de la Méqué.
- le torrent de la Sigouste (rive droite) draine la partie méridionale du plateau de Bure et est alimenté par une multitude de combes et de ravines. Il prend sa source à une altitude 1350 mètres.
- le ruisseau du Rif Lauzon (rive droite) prend sa source au col de Caspardon en bordure de la forêt domaniale des Sauvas.
- Le torrent de la Béoux (rive droite) qui avec un bassin versant de 63 km² dans le massif du Dévoluy est le plus important de ces affluents.

Le régime de tous les cours d'eau est pluvio-nival avec un étiage marqué en aout-septembre et en janvier-février et une période de hautes eaux en avril-mai (fonte des neiges) et en octobre-décembre (précipitations). Les crues les plus importantes interviennent en automne. Le débit moyen du Petit-Buëch est de 20m³/s mais il a dépassé en période de crue les 300 m³/s en aval du confluent avec la Béoux.

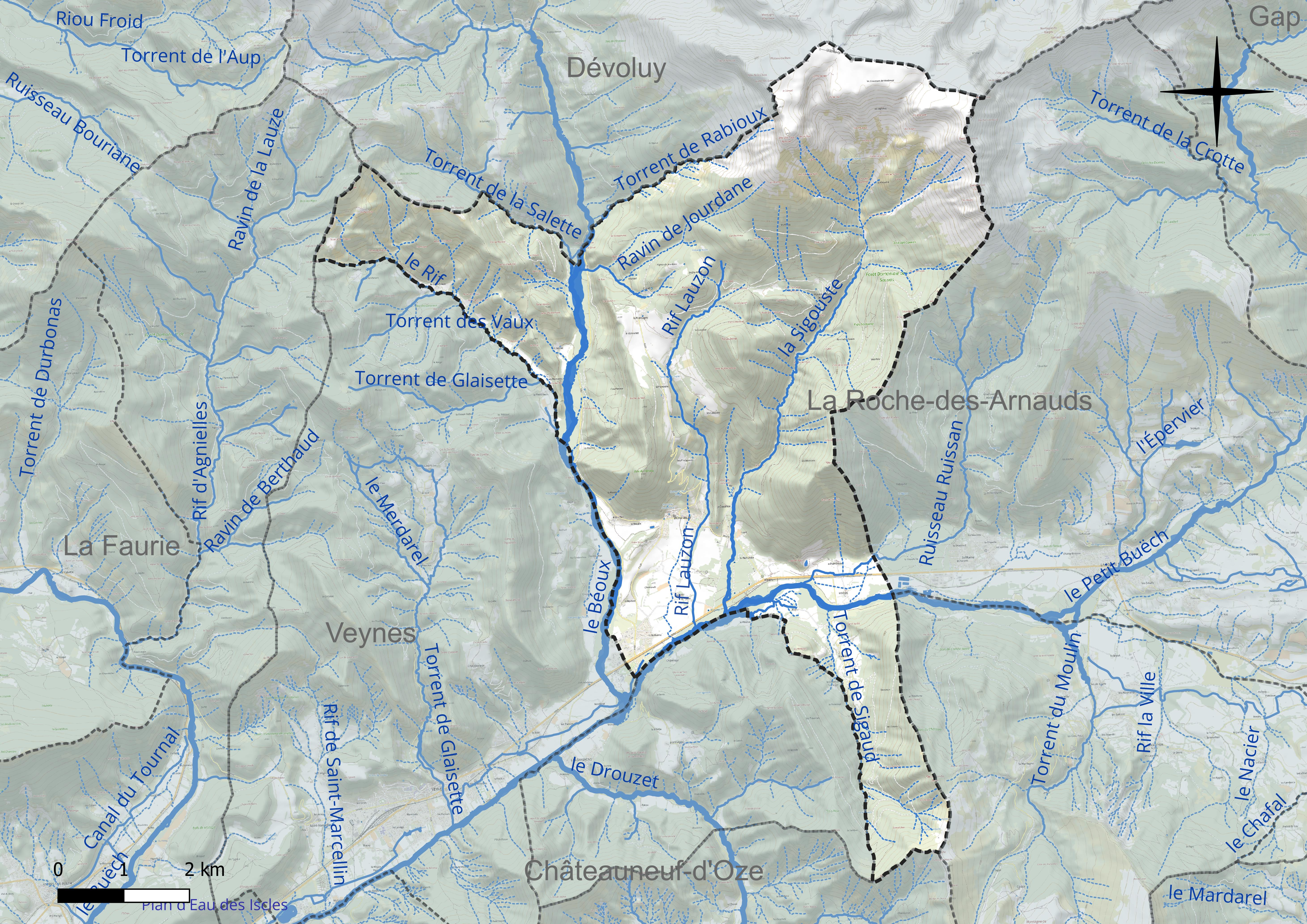
carte du réseau hydrographique.
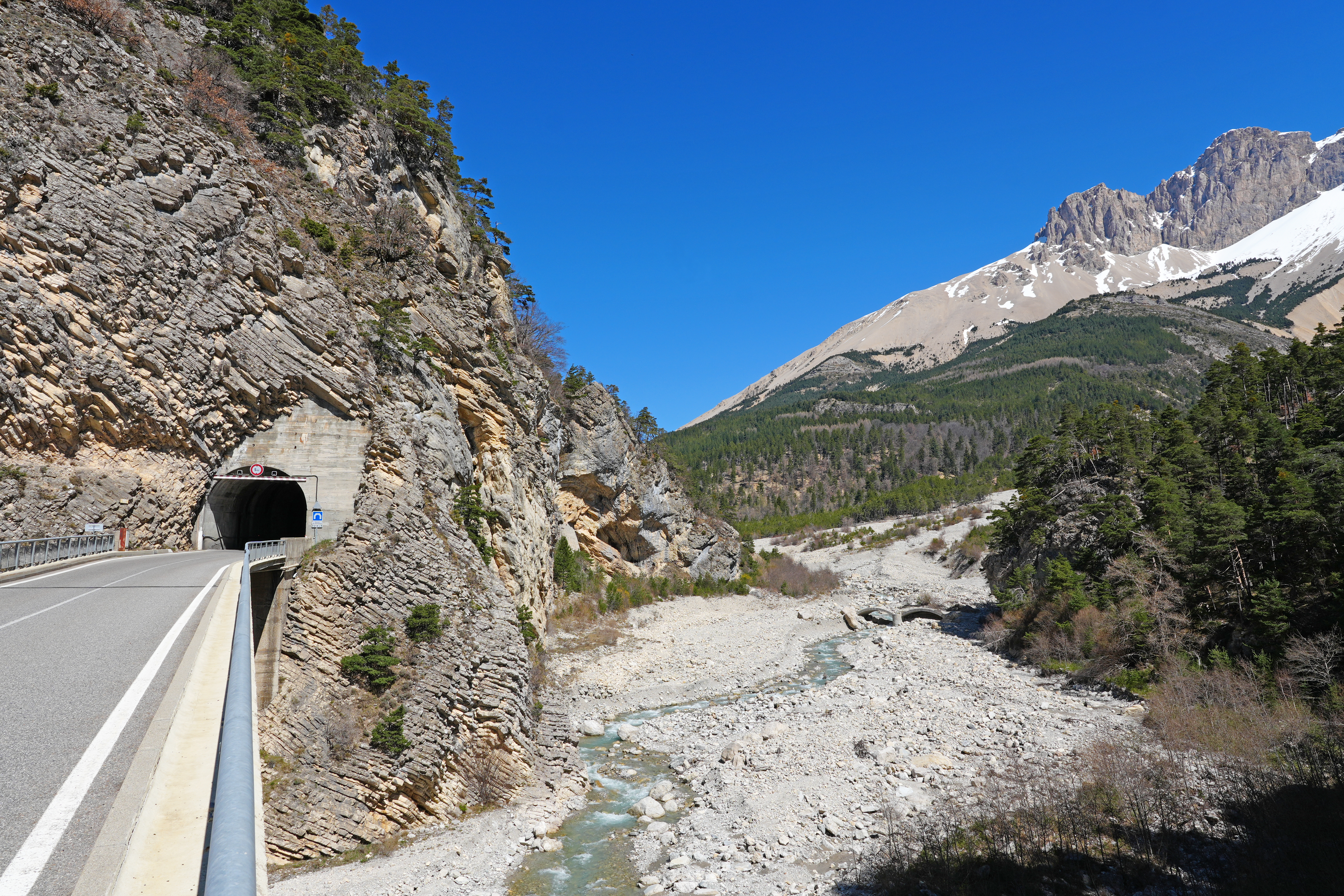
La Béoux au niveau du défilé du Potrachon.
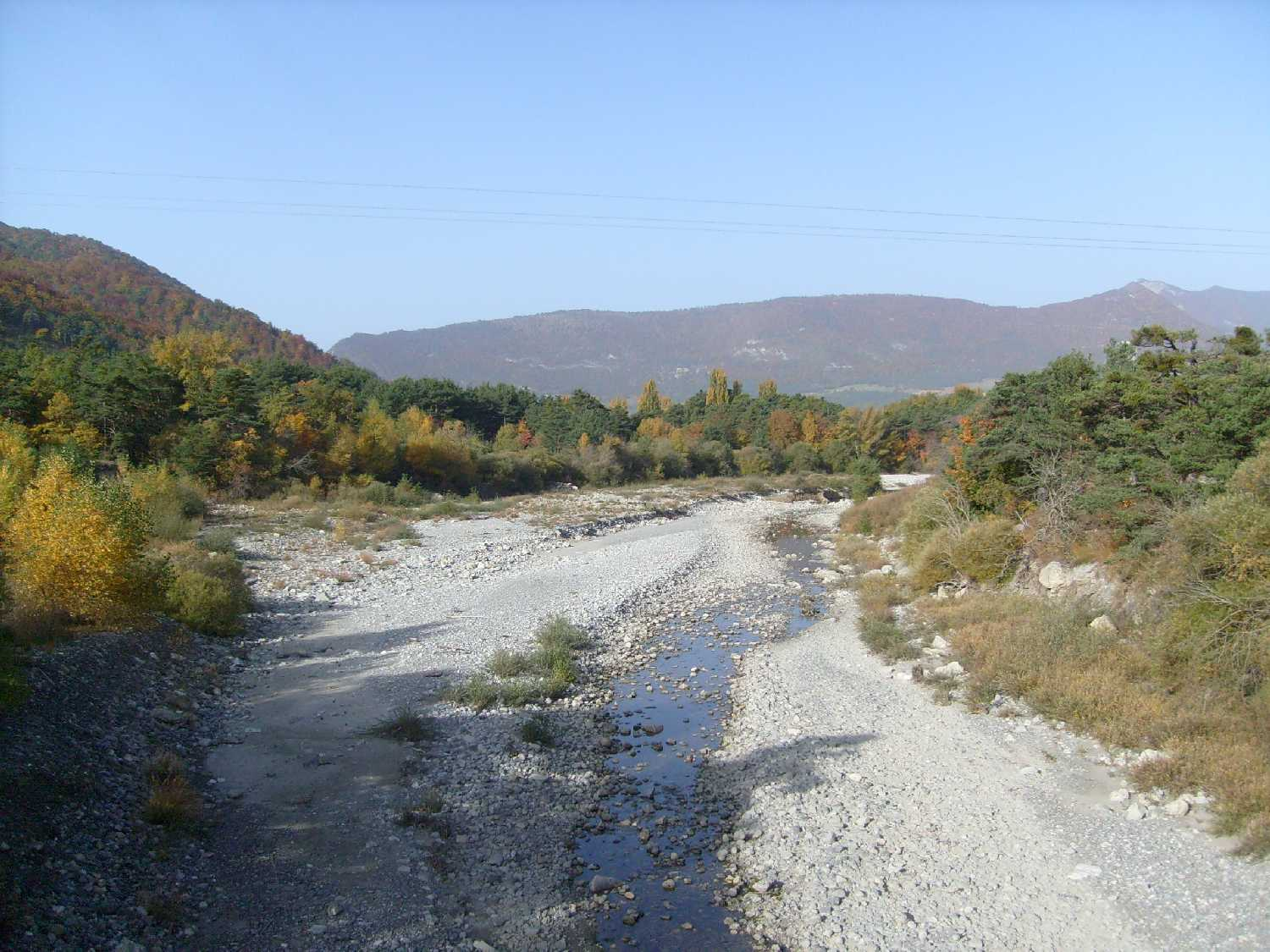
Le petit Buëch à Montmaur.

### Climat
Pour des articles plus généraux, voir Climat de Provence-Alpes-Côte d'Azur et Climat des Hautes-Alpes.
En 2010, le climat de la commune est de type climat méditerranéen altéré, selon une étude du Centre national de la recherche scientifique s'appuyant sur une série de données couvrant la période 1971-2000. En 2020, Météo-France publie une typologie des climats de la France métropolitaine dans laquelle la commune est exposée à un climat de montagne ou de marges de montagne et est dans la région climatique Alpes du sud, caractérisée par une pluviométrie annuelle de 850 à 1 000 mm, minimale en été.
Pour la période 1971-2000, la température annuelle moyenne est de 9 °C, avec une amplitude thermique annuelle de 17,4 °C. Le cumul annuel moyen de précipitations est de 1 039 mm, avec 8 jours de précipitations en janvier et 5,6 jours en juillet. Pour la période 1991-2020, la température moyenne annuelle observée sur la station météorologique de Météo-France la plus proche, « La Faurie », sur la commune de La Faurie à 11 km à vol d'oiseau, est de 9,6 °C et le cumul annuel moyen de précipitations est de 950,8 mm. 
La température maximale relevée sur cette station est de 37,9 °C, atteinte le 23 août 2023 ; la température minimale est de −21,4 °C, atteinte le 14 février 1999,,.
Les paramètres climatiques de la commune ont été estimés pour le milieu du siècle (2041-2070) selon différents scénarios d'émission de gaz à effet de serre à partir des nouvelles projections climatiques de référence DRIAS-2020. Ils sont consultables sur un site dédié publié par Météo-France en novembre 2022.

## Urbanisme
Le cœur historique du village de Montmaur, adossé aux premiers contreforts du massif du Dévoluy, est tourné vers le sud et surveille la vallée du Petit Buëch. Il comprend le château de Montmaur édifié au 14e siècle et  classé monument historique. Le bâti plus récent, composé uniquement d'habitations individuelles, a été édifié le long des deux axes routiers desservant la commune (RD937a et RD320). Plusieurs hameaux et lotissements complètent l'habitat : une zone pavillonnaire dans le quartier du Boutariq, une autre à l'extrémité est de la commune, le hameau de La Montagne situé le vallon du Rif Lauzon à 2,5 kilomètres au nord du village et celui de La Plaine dans la plaine du Petit Buëch. Il existe par ailleurs des maisons isolées dispersées jusqu'en moyenne montagne.

### Typologie
Au 1er janvier 2024, Montmaur est catégorisée commune rurale à habitat dispersé, selon la nouvelle grille communale de densité à 7 niveaux définie par l'Insee en 2022.
Elle est située hors unité urbaine. Par ailleurs la commune fait partie de l'aire d'attraction de Gap, dont elle est une commune de la couronne,. Cette aire, qui regroupe 73 communes, est catégorisée dans les aires de 50 000 à moins de 200 000 habitants,.

### Occupation des sols

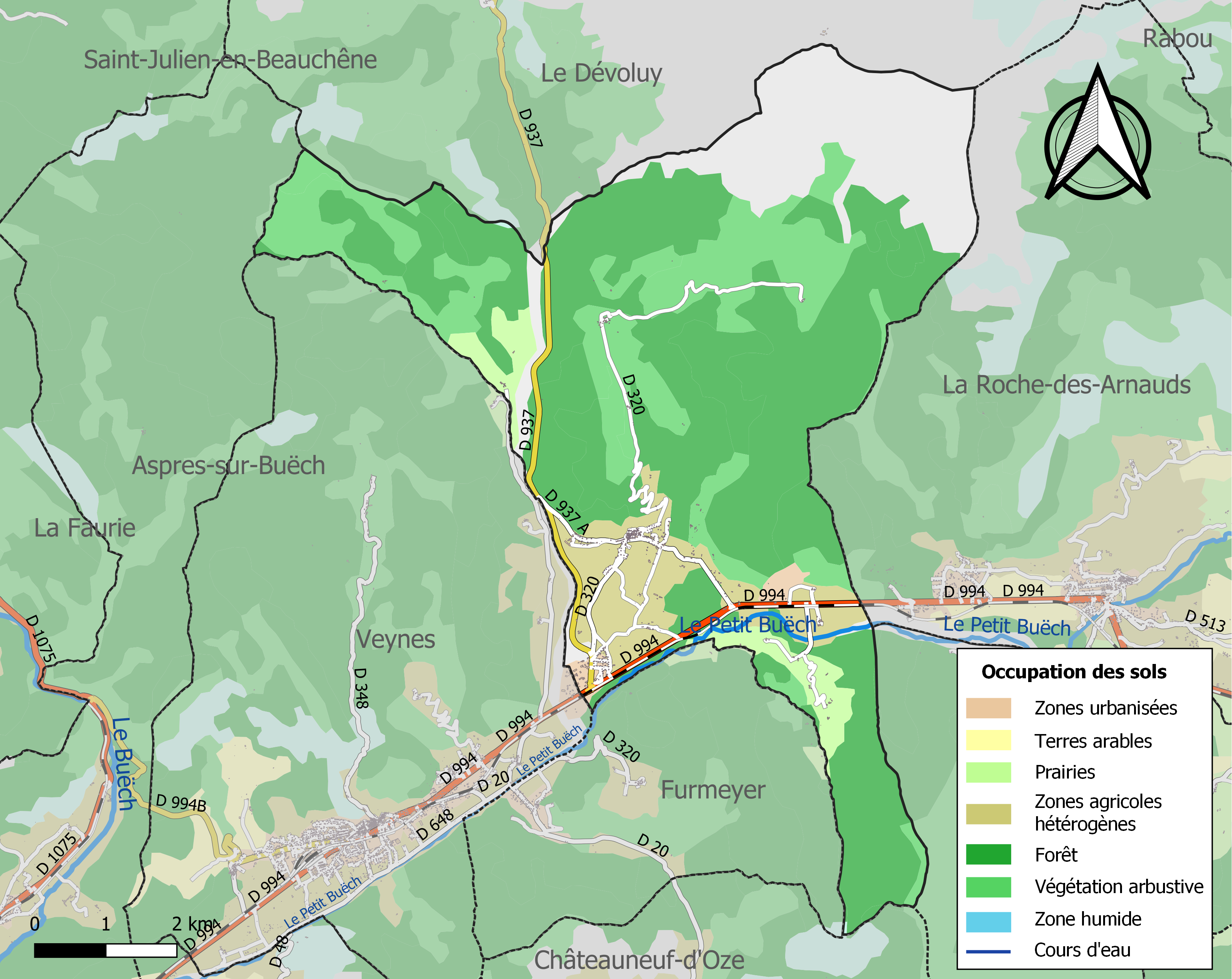
Carte de l'occupation des sols de la commune en 2018 (CLC).

L'occupation des sols de la commune, telle qu'elle ressort de la base de données européenne d’occupation biophysique des sols Corine Land Cover (CLC), est marquée par l'importance des forêts et milieux semi-naturels (86,2 % en 2018), en augmentation par rapport à 1990 (83,5 %). La répartition détaillée en 2018 est la suivante : 
forêts (50,1 %), milieux à végétation arbustive et/ou herbacée (18,9 %), espaces ouverts, sans ou avec peu de végétation (17,2 %), zones agricoles hétérogènes (8,8 %), prairies (3,9 %), zones industrielles ou commerciales et réseaux de communication (0,5 %), mines, décharges et chantiers (0,5 %).
L'évolution de l’occupation des sols de la commune et de ses infrastructures peut être observée sur les différentes représentations cartographiques du territoire : la carte de Cassini (XVIIIe siècle), la carte d'état-major (1820-1866) et les cartes ou photos aériennes de l'IGN pour la période actuelle (1950 à aujourd'hui).

## Toponymie
Le nom de la localité est attesté sous la forme latine Monsmaurus en 1120. Il appartient à toute une série de toponymes en Mont- au sens ancien de « colline », moderne « mont », éventuellement « montagne ».
En outre, les noms en Mont- sont souvent suivis d'une épithète indiquant la couleur. L'adjectif maur (occitan), mor (ancien français) avait autrefois le sens de « noir ». Le sens global est donc celui de « mont noir ». Homonymie avec Montmort (Marne, Mons Maurus en 1042)
Les types Montner « mont noir », Monblanc, Montblanc, Montrouge, Montvert, Montauban, etc. sont construits selon le même principe.

## Histoire

### Entre histoire et légende: la possible présence sarrasine
La légende veut que le village doive son nom aux Maures, or il n'en est rien (voir rubrique Toponymie). Il contient d'ailleurs une tour appelée, à tort ou à raison, Tour sarrasine.
Sur ce sujet controversé, il est prudent de se réfugier derrière l'autorité de Joseph Roman, auteur en 1887 d'un Tableau historique des Hautes Alpes. Il écrit : « Si l'on en croit quelques historiens, les Hautes-Alpes auraient été, en partie, peuplées par les Sarrasins échappés au fer de Charles Martel et de Guillaume de Provence ; on désigne très exactement les vallées qui servirent de refuge a cette race étrangère, les canaux qu'elle a creusés, les monuments qu'elle a construits, les mines qu'elle a exploitées. Tous ces détails sont de pure invention ; on ne sait rien ou presque rien des invasions sarrasines dans nos contrées.
En 738, Charles Martel chassa les Sarrasins de Provence et confisqua les biens de Mauronte et de Riculfe, grands seigneurs qui avaient été leurs alliés ; une partie de ces biens était peut-être située dans les vallées des Alpes.
Les Sarrasins recommencèrent leurs incursions en Provence avant 890 ; les actes de saint Romule témoignent qu'au Xe siècle ils avaient ravagé une partie de l'Embrunais ; la vie de saint Mayeul, abbé de Cluny, nous apprend que revenant de Rome il fut arrêté près de la rivière du Drac (probablement dans la commune du Forest-Saint-Julien, à l'endroit nommé, jusqu'au XVIe siècle, apud sanctum Mayolium), par une bande de pillards sarrasins ; cet événement eut lieu en 972. Enfin une bulle de Victor II, pape, à Viminien, archevêque d'Embrun, datée de 1057, nous fait savoir que ce diocèse avait eu à souffrir des invasions sarrasines. Voilà tous les textes relatifs à cette période historique qui soient venus jusqu'à nous — ils ne sont ni nombreux ni instructifs et en dehors d'eux on ne sait rien. ».
Pour Gustave Le Bon, l'origine sarrasine ne fait aucun doute :
« Bien que le séjour des Arabes en France n'ait été constitué que par une série de courtes invasions, nous verrons dans un autre chapitre qu'ils ont laissé des traces profondes de leur passage dans la langue, et nous allons montrer maintenant qu'ils en ont laissé également dans le sang. Plusieurs d'entre eux s'étaient fixés définitivement sur notre sol, dans le voisinage des villes occupées par leurs compatriotes et s'adonnaient à l'industrie et à l'agriculture. On leur a attribué l'importation de la fabrication des tapis à Aubusson, ainsi que plusieurs méthodes agricoles nouvelles. Souvent alliés aux seigneurs chrétiens toujours en guerre, ils finirent sur beaucoup de points par se confondre avec les habitants. L'ethnologie nous en fournit la preuve, en retrouvant, après tant de siècles, des descendants des Arabes sur plusieurs parties de notre sol. Dans le département de la Creuse, dans les Hautes-Alpes, et notamment dans plusieurs localités situées autour de Montmaure (montagne des Maures), dans le canton de Baignes (Charente), de même que dans certains villages des Landes, du Roussillon, du Languedoc, du Béarn ».[réf. nécessaire]

### Seigneurs de Montmaur
Solidement adossée à la montagne d'Aurouze, dotée, en ses hameaux, d'une vue sur les vallées voisines, Montmaur offre des possibilités militaires qui attirent des lignées de seigneurs hauts en couleur aux biographies souvent peu édifiantes. Les châteaux se succèdent, et celui que l'on visite aujourd'hui n'est pas le premier, comme en témoigne la présence de la tour en ruine dite sarrasine.
Dès 1265 Montmaur est qualifiée de baronnie ; elle était la quatrième parmi les quatre grandes baronnies anciennes du Dauphiné, dont les titulaires avaient le privilège de siéger aux états provinciaux en tête du corps de la noblesse. Les barons de Montmaur avaient la charge héréditaire de grands veneurs du Dauphiné.
Guillaume Artaud, seigneur de Saint-André-en Beauchêne, eut de Béatrix de la Roche, dame de Trets, fille de Sibille, dame de Trets et du Revest et de Raimond de Montauban, Raymond de Montauban, viguier de Marseille (1352-1353). Béatrix institua, par testament du 17 juin 1342, ses fils Dragonet et Raymond de Montauban ses héritiers. Raymond devint seigneur de Trets, de Montmaur et du Revest.

### Chronologie
- Du 9 au 11 novembre 1340, Humbert II séjourne à Montmaur.
- 1300 : les soldats de Raymond de Turenne, révoltés contre le comte de Provence, dévalisent, à Montmaur, des marchands piémontais.
- 1405 : Geoffroy le Meingre, dit Boucicaut, gouverneur du Dauphiné, veut restreindre le droit de chasse du baron de Montmaur, et, pour avoir raison de sa résistance, fait le siège de son château. Les seigneurs du Gapençais prennent les armes et forcent le gouverneur à se retirer.
- 1756 : Montmaur ravagée par un incendie.
- 1786 : Montmaur ravagée par une épidémie.

### Guerres de Religionet persécution des protestants
- Si vous ne connaissez pas le sujet, laissez ce bandeau (vous pouvez alors contacter les auteurs).
- Si vous supprimez le contenu mis en cause (vous pouvez préalablement contacter les auteurs),

argumentez précisément cette suppression dans la page de discussion
(un manque de référence n'est pas un argument ; une recherche réelle de référence doit avoir été effectuée, être formellement documentée).

#### Guillaume Farel, de Gap à Genève
Montmaur et ses environs immédiats (Gap, Furmeyer, Veynes) constitue un très haut lieu de la Réforme.
Le théologien réformateur Guillaume Farel, est originaire de Gap. Parti étudier la théologie à Paris à l'âge de vingt ans, il fréquente des théologiens dissidents, puis le cénacle de Meaux, qui se propose d'améliorer l'étude de la Bible sans pour autant, au départ, chercher à rompre avec l'Église catholique romaine. À cette époque, le nom de Luther est inconnu. Il s'agit de cercles purement français qui n'imitent personne.
La rupture avec l'Église catholique romaine a lieu quand même, et conduit Farel à fréquenter les grands noms de la Réforme germanique, en particulier Zwingli et Bucerius. Il introduit la Réforme à Neuchâtel en 1530 et à Genève en 1532 ; il attire Calvin dans cette dernière ville avant de se brouiller avec lui. Il revient un temps à Gap, dont il est chassé en 1562. Il est allié, d'assez loin, aux Furmeyer, chefs protestants qui tirent leur nom du village de Furmeyer, à 5 kilomètres de Montmaur.

#### François de Bonne de Lesdiguières

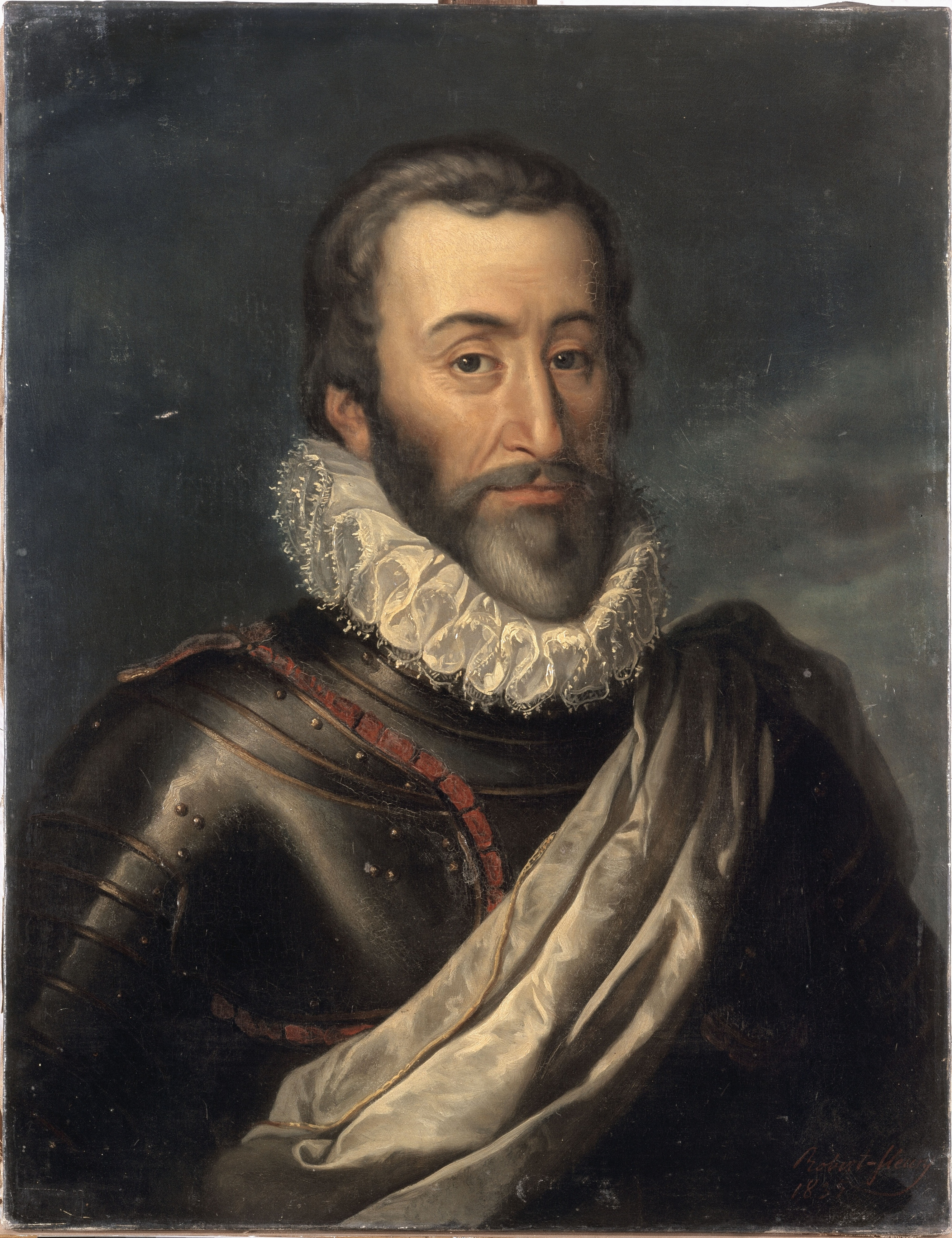
François de Bonne, duc de Lesdiguières.

Les guerres de Religion s'insèrent aussi dans un contexte géopolitique : le duc de Savoie, ultra-catholique, cherche à s'emparer du Dauphiné dans le cadre d'une politique générale tendant à déplacer son territoire vers le sud et vers les grands axes ; être protestant, c'est donc aussi s'opposer aux visées de la Savoie. Le même raisonnement vaut pour Genève et constitue une explication partielle de l'adhésion à la Réforme de cette ville emblématique. Cette ressemblance entre les problématiques dauphinoises d'une part et suisses d'autre part pourra surprendre, mais on se souviendra que tous ces lieux se situent dans l'aire alpine et sont proches les uns des autres.
Au départ, donc, être protestant, c'est être opposé à l'expansionnisme savoyard, quoique toutes les combinaisons soient possibles et toutes les alliances instables ; le traité de Montmaur (voir plus loin) nous montrera une alliance de catholiques et de protestants francophiles contre la Savoie ; en sens inverse, en 1692, Savoyards et protestants seront alliés pour tenter d'envahir la région.
Les ambitions du duc de Savoie sont arrêtées par sa lourde défaite contre Lesdiguières le 17 septembre 1591 à la bataille de Pontcharra (Isère).
Le vainqueur de Pontcharra, François de Bonne de Lesdiguières est un cousin des capitaines Furmeyer et une grande personnalité ; il deviendra le chef incontesté des protestants du Dauphiné, puis, duc et connétable de France ; c'est surtout le proche de toute confiance du roi Henri IV, qu'il servira avec la même loyauté avant et après sa conversion au catholicisme.
Dans ce contexte, les seigneurs de Montmaur sont d'abord au service d'eux-mêmes, si bien que les événements des guerres de Religion donnent lieu à des renversements d'alliances difficiles à suivre pour le profane. On note :

#### Jean Flotte, dit capitaine Aurouze
Jean Flotte, dit capitaine Aurouze, est le chef des protestants de la région ; il succède en tant que tel à Furmeyer, seigneur d'un village limitrophe de Montmaur dont il tire son nom.
En octobre 1567, Flotte s'empare de Gap dont il mutile les édifices religieux ; il meurt à la bataille de Montcontour le 5 octobre 1569 ; il est alors remplacé par François de Lesdiguières à la tête des protestants de la région ; il est la souche de deux lignées seigneuriales ; les Flotte de Montauban sont issus de son second mariage légitime ; les Flotte de la Frédière sont une lignée bâtarde qui réussit cependant à conserver la noblesse en raison de trente-sept batailles, vingt blessures, et quarante années de loyaux et fidèles services à sa Majesté le Roi de France ; dans une lettre du 29 juin 1602, Lesdiguières  écrit, à propos de Jean Flotte de la Frédière : « Sa vertu luy a adjugé sans contredit le tiltre de noblesse lequel encores il possede par son extraction, suyvant la forme d'user de ce pays, comme fils naturel de feu Monsieur de la Roche, baron de Montmaur »[réf. nécessaire]. Dans son testament, le capitaine Aurouze « rejette ou répulse de sa succession toute femelle et aussi tous gens d'Église de quelque religion que ce soit »[réf. nécessaire].

#### Balthazar Flotte de Montauban
Balthazar Flotte de Montauban, bigame, louvoie toute sa vie entre catholiques et protestants ; baron de Montmaur, comte de la Roche, né en 1554, décapité à Paris le 6 août 1614. Il embrassa le parti des armes, fut guidon du grand-prieur (1577), capitaine d’une compagnie (1581), colonel et gouverneur de Romans (1587). Pour doter cette ville d'une citadelle, il exproprie plusieurs centaines d'habitants sans les indemniser.
Balthazar est proche des extrémistes de tous les camps ; c'est par ses bons offices, après plusieurs réunions à Montmaur, qu'est signé, le 14 août 1588, le traité de Montmaur passé entre les Sieurs de Lavalette et de Lesdiguières, pour contrer les « sinistres intentions du duc de Guise » ainsi que les visées étrangères sur la région (convoitée par l'Espagne et par le duc de  Savoie) ; petits détails : Lavalette, idéologiquement proche de la Ligue ultra-catholique, représente ici le roi de France Henri III, lui aussi catholique mais opposé à la Ligue ; Lesdiguières est le chef du parti protestant ; mais la présence d'ennemis communs fait que les intérêts convergent provisoirement.
En 1589, Balthazar joue les bons offices entre les habitants de Tallard, et Lesdiguières qui leur réclame une forte contribution de guerre. À cette occasion, il obtient, de la ville de Tallard, une importante rémunération personnelle en poulets, vins et pigeons « qu'on ne peut trouver aux environs de Montmaur », et qu'on trouvait d'ailleurs difficilement à Tallard, si bien que la réunion des victuailles consomma beaucoup de l'énergie des négociateurs de cette ville.
En reconnaissance pour le traité de Montmaur, Lavalette apporta toute l'aide possible à Balthazar dans ses démêlés avec les habitants de Romans, durablement indignés par les expropriations et autres abus de leur gouverneur.
L'on se souvient que Balthazar avait œuvré au profit de la France en facilitant le traité de Montmaur, qui s'analyse comme une alliance entre Français catholiques et protestants contre les appétits étrangers, dont ceux de la Savoie. Mais maintenant, non content de louvoyer entre deux femmes et deux religions, il va aussi louvoyer entre deux pays.
Toujours gouverneur de Romans, Balthazar décida de livrer cette ville au duc de Savoie et en fut chassé le 23 octobre 1597. Il se retira à la cour du duc ; revint en France en 1603 ; Henri IV lui pardonna et le nomma son écuyer ; il retourna de nouveau en Savoie en 1610 ; n’ayant pas été bien accueilli, il revint en France en 1613 ; puis voulant rentrer en grâce auprès du duc, il fit assassiner, près de Tarare, un prêtre italien qui portait à la régente des papiers compromettant le duc de Savoie. Il fut arrêté, convaincu de ce crime et eut la tête tranchée en place de Grève. Outre ce crime, il avait commis celui de bigamie, ayant épousé Marthe de Clermont d’Amboise du vivant de sa première femme, Isabeau des Astars de Loudun. Il avait été créé comte de la Roche en 1592. Ces démêlés judiciaires, ainsi que ceux entraînés par sa bigamie, ont raison de la fortune de la famille et lui font perdre la place prééminente qui fut la sienne parmi la noblesse du Dauphiné.
Le fantôme de Balthazar hante encore le château de Montmaur où il rôde, en tenant sa tête sous son bras

#### Jean Flotte de la Frédière
Fils bâtard du capitaine Aurouze, il est catholique, mais sert fidèlement la France, en particulier le roi Henri IV, ce qui lui vaudra d'être anobli, et d'être toujours soutenu par François de Lesdiguières, protestant mais ami du roi, lorsque sa noblesse sera contestée.
Ses enfants feront valoir ses « trente-sept batailles où il a reçu vingt glorieuses blessures, pendant quarante années de loyaux et fidèles services à sa Majesté le roi de France ».

#### Les persécutions
Le culte protestant fut autorisé à Veynes de 1572 à 1685, et il est permis de penser que Montmaur suivait le sort de ce gros village limitrophe.
L'année 1685 voit, sur le plan national, la révocation de l'Édit de Nantes et, sur le plan local, des dragonnades et des persécutions qui provoquent un exode important des protestants de la région.
Les départs des protestants montmaurins se situent après 1685. Peut-être en raison de la destruction du temple de Veynes qu'ils devaient fréquenter. On peut penser qu'ils ont préparé leur départ en commun et que, sous la conduite d'un meneur, ils ont entrepris le voyage. Un grand nombre d'entre eux est recensé à Genève le même jour, le 15 août 1687. Cette année est celle où l'affluence des réfugiés français atteint son apogée. On peut lire : « Il passe à Genève une quantité surprenante de pauvres Français réfugiés qui entrent par la porte Neuve et sortent par le lac. La plupart sont du Dauphiné. Il en entre jusqu'à trois cent cinquante par jour ; les 16, 17 et 18 août il en est entré huit cents de compte fait ».
On les retrouve pour la plupart à Neuchâtel quelques années plus tard. Seuls quelques-uns manifestent le souhait de quitter la ville, c'est le cas de Catherine Odon et de sa sœur Ève. Quelques-uns encore seront assistés à La Chaux-de-Fonds, à Schaffhouse. Et enfin seules Jeanne et Isabelle de Grégoire seront recensées à Berlin en 1698.
Le site précité relève les noms suivants : de Grégoire de Bouchet ; Audon/Odon (Oddou/Oddoul) ; Bernard ; Brunet ; Bret ; Garcin ; Guérin ; Isnard ;  Martin ; Martine ; Morand ; Reuland ; Rinlan ; Roulard ; Sibourt.
Le duc de Savoie Victor-Amédée II, aidé par des protestants, cherche, en 1692, à s'emparer de la région ; en août, le village voisin de Veynes est ravagé ; il est probable que Montmaur souffre également ; la résistance dans la région est animée par Philis de La Charce, une femme appelée dont l'importance est toutefois controversée.

### Mission au Québec
Balthazar-Annibal-Alexis Flotte de la Frédière (la Frédière est un hameau de Montmaur) part en 1665 au Québec avec une troupe assez importante pour le compte du roi de France ; cette mission l'oblige à se convertir sur place au catholicisme ; il se comporte de façon avide et brutale, mais cependant deux lacs canadiens portent son nom.
Benjamin Sulte le décrit en ces termes : « Déjà disgracié par la perte d'un œil, il cachait sous cet extérieur repoussant une âme asservie aux passions les plus avilissantes. Avare, fourbe, tyrannique et débauché, non seulement il faisait avec les sauvages la traite de l'eau-de-vie, mais encore il les trompait sur la qualité de sa marchandise par des emprunts trop généreux aux vertus de l'inépuisable fleuve Saint-Laurent ».
Voici comment Balthazar traite un cultivateur qui avait eu l'audace de lui reprocher d'avoir piétiné son champ : « Un matin un colon nommé Demers était en train de biner son champ quand il vit un homme, fusil en main, allant à grands pas à travers son blé à demi levé. « Ne bougez plus, arrêtez », cria-t-il avec un ton de remontrance ; mais l'homme n'y prêta pas attention. « Pourquoi abîmez vous le blé d'un pauvre homme ? » cria le cultivateur outragé. « Si je savais qui vous êtes, j'irais me plaindre de vous. A qui iriez vous vous plaindre ? » demanda l'homme, qui revint sur ses pas au milieu du blé, et interpella Demers, « Vous êtes un gredin, et je vais vous rosser. Le gredin, c'est vous », rétorqua Demers, « et gardez vos coups pour vos chiens ». L'homme se dirigea vers lui avec rage afin d'exécuter sa menace. Demers prit le fusil qu'il avait emmené avec lui selon la coutume de l'époque et avançant à la rencontre de son adversaire reconnu La Frédière, le commandant. Sur ce, il s'enfuit. La Frédière envoya alors des soldats pour arrêter Demers, le jeta en prison, le mit aux fers, et le lendemain le soumit au supplice du cheval de bois, avec un poids de 60 livres attaché à chaque pied. Il répéta la torture un jour ou deux après et ensuite laissa sa victime aller disant « Si je vous avais attrapé quand j'étais dans votre blé, je vous aurais battu comme plâtre ». »
Ajoutons à cela des mœurs déplorables, décrites ainsi par Benjamin Sulte : « Il était irréprimable en galanterie, et les femmes et les filles s'enfuyaient de terreur devant le pholyphemus militaire. Il jeta son dévolu sur Anne Thomas, la jeune femme du charpentier Claude Jodoin. Le problème c'est que le mari était très prévenant et laissait rarement sa femme seule de telle sorte que le Major était incapable de trouver l'occasion de la rencontrer seule. Une nouvelle fois il abusa de son autorité de gouverneur militaire et s'arrangea pour que Jodoin obtienne une corvée qui l'éloigne de la colonie durant trois mois. On ne sait si ses tentatives de séduction aboutirent mais lorsque les choses commencèrent à se savoir la communauté fut si outrée qu'elle décida de porter l'affaire devant le Conseil souverain ».

### La Résistance
En juin 1942, avant même sa démobilisation, Antoine Mauduit loue le Château de Montmaur comme le lui a suggéré Gabriel Rosanvallon. Le château devient officiellement le siège de l'association « La Chaîne » dont le nom a été choisi en hommage à Notre-Dame de la Salette. Mais sous la couverture d'un centre d'accueil pour prisonniers libérés ou évadés, Mauduit crée une véritable organisation de résistance active comprenant des personnes en situation irrégulière. Ainsi Montmaur devient l'un des premiers maquis de France. À partir de novembre 1942, le commandant Mauduit accueille aussi des militaires démobilisés de l'armée de l'armistice du 22 juin 1940 et des jeunes réfractaires au Service du travail obligatoire en Allemagne (STO) instauré en février 1943.
C'est à Montmaur que Serge Klarsfeld, évadé, passe deux mois en compagnie de sa famille avant de rejoindre Nice, et dans le château que François Mitterrand séjourne de façon épisodique à la fin de 1942 et au début de 1943. Il aura l'occasion de connaître la vie rude des gardes forestiers car il sera hébergé pendant 21 jours par le garde Gaston Alleaume et sa femme Renée aux Sauvas.
Au château de Montmaur sont fabriqués des faux papiers et des plans d'évasion expédiés dans les camps grâce à un réseau très structuré. Mais l'action est beaucoup plus complexe. Montmaur c'est aussi une sorte d'école de cadres où l'on tente de penser l'après guerre dans un esprit de reconstruction individuelle morale, civique et patriotique, tout en se préparant aux combats de la Libération dont tous savent qu'ils seront très durs.
Enfin, dès octobre 1943, le commandant Mauduit participe au réseau de renseignements « Mathilda » qui prépare des parachutages. Plusieurs parachutages sont organisés dans la région de Montmaur, où même les enfants ont leur rôle à jouer : Un jour, un avion transportant des munitions à l'attention des maquisards dirigés par le Commandant Maudhuit, au lieu de lâcher sa cargaison en Dévoluy, le fit sur le plateau de Bure. Tout explosa en plein jour sous les yeux des enfants de l'école de Montmaur en promenade aux Sauvas. L'instituteur leur fit croire qu'il s'agissait d'un orage. Les enfants ne répliquèrent rien bien qu'il fasse grand beau temps ce jour-là… Malgré son vacarme, l'affaire ne fut jamais ébruitée (si tant est qu'elle pouvait l'être davantage !) et resta ignorée des Allemands.
Le commandant Mauduit est arrêté au Saix le 29 janvier 1944, et déporté. Il décède un mois après son retour de déportation en 1945. En 1949 un comité présidé par François Mitterrand réalise le vœu de Mauduit d'être enterré à Montmaur, sur la colline Sainte-Philomène. En 1986, une plaque commémorative est apposée sur le château. Depuis, une gerbe y est déposée chaque 22 août.

## Politique et administration
| Période                                  | Période  | Identité         | Étiquette | Qualité        |
| ---------------------------------------- | -------- | ---------------- | --------- | -------------- |
| Les données manquantes sont à compléter. |          |                  |           |                |
| mars 2001                                | En cours | Georges Lesbros, |           | Ancien employé |

## Population et société

### Démographie
L'évolution du nombre d'habitants est connue à travers les recensements de la population effectués dans la commune depuis 1793. Pour les communes de moins de 10 000 habitants, une enquête de recensement portant sur toute la population est réalisée tous les cinq ans, les populations de référence des années intermédiaires étant quant à elles estimées par interpolation ou extrapolation. Pour la commune, le premier recensement exhaustif entrant dans le cadre du nouveau dispositif a été réalisé en 2005.

En 2022, la commune comptait 535 habitants, en évolution de +3,48 % par rapport à 2016 (Hautes-Alpes : +0,4 %, France hors Mayotte : +2,11 %).
| 1793 | 1800 | 1806 | 1821 | 1831 | 1836 | 1841 | 1846 | 1851 |
| ---- | ---- | ---- | ---- | ---- | ---- | ---- | ---- | ---- |
| 553  | 476  | 443  | 606  | 679  | 704  | 718  | 737  | 718  |

| 1856 | 1861 | 1866 | 1872 | 1876 | 1881 | 1886 | 1891 | 1896 |
| ---- | ---- | ---- | ---- | ---- | ---- | ---- | ---- | ---- |
| 675  | 646  | 653  | 654  | 662  | 650  | 657  | 596  | 523  |

| 1901 | 1906 | 1911 | 1921 | 1926 | 1931 | 1936 | 1946 | 1954 |
| ---- | ---- | ---- | ---- | ---- | ---- | ---- | ---- | ---- |
| 487  | 524  | 560  | 505  | 461  | 479  | 437  | 417  | 397  |

| 1962 | 1968 | 1975 | 1982 | 1990 | 1999 | 2005 | 2006 | 2010 |
| ---- | ---- | ---- | ---- | ---- | ---- | ---- | ---- | ---- |
| 364  | 277  | 229  | 282  | 311  | 423  | 496  | 499  | 519  |

| 2015 | 2020 | 2022 | - | - | - | - | - | - |
| ---- | ---- | ---- | - | - | - | - | - | - |
| 515  | 537  | 535  | - | - | - | - | - | - |

## Économie
Outre une activité agricole, la commune comporte deux sites industriels :
- Une centrale photovoltaïque d’une puissance installée de 11 MW (29 428 panneaux solaires) et produisant près de 17 GWh par an est entrée en fonctionnement en 2023[30].
- Une carrière produisant des granulats alimentant les chantiers dans les Hautes-Alpes et la Drôme (production 150 000 tonnes par an)[31].

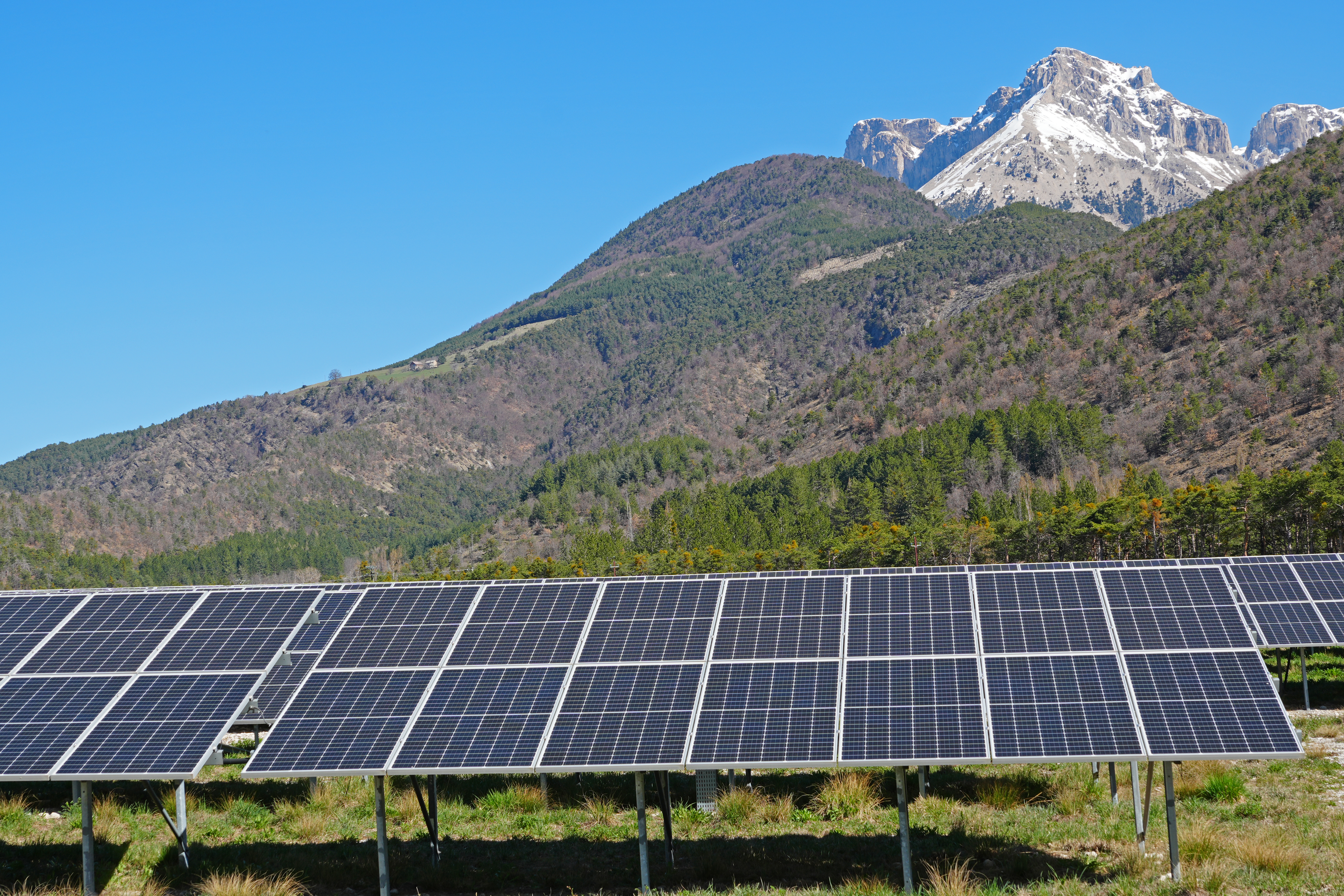
Centrale photovoltaïque de Montmaur.
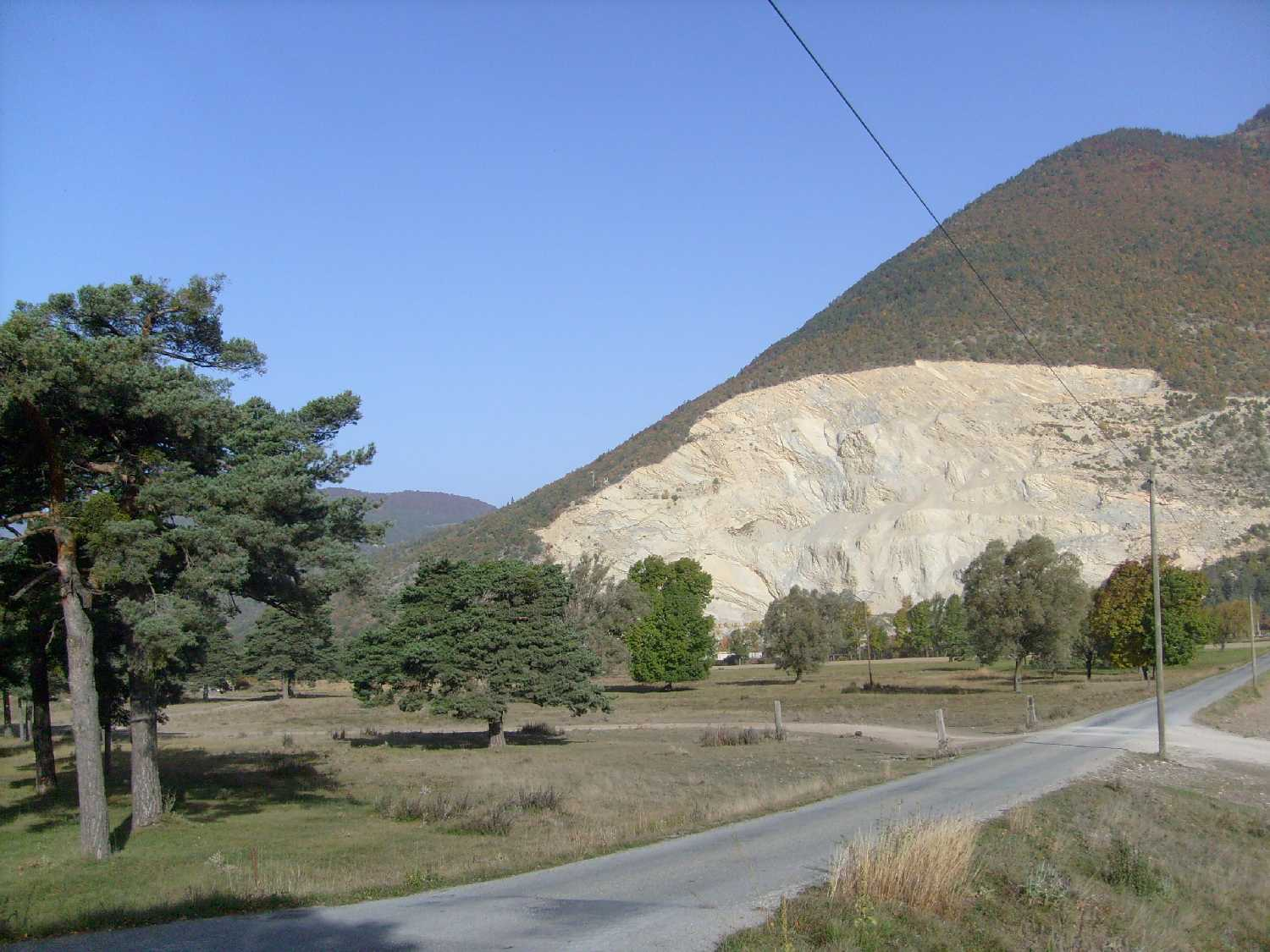
Carrière de Montmaur.

## Culture locale et patrimoine

### Lieux et monuments

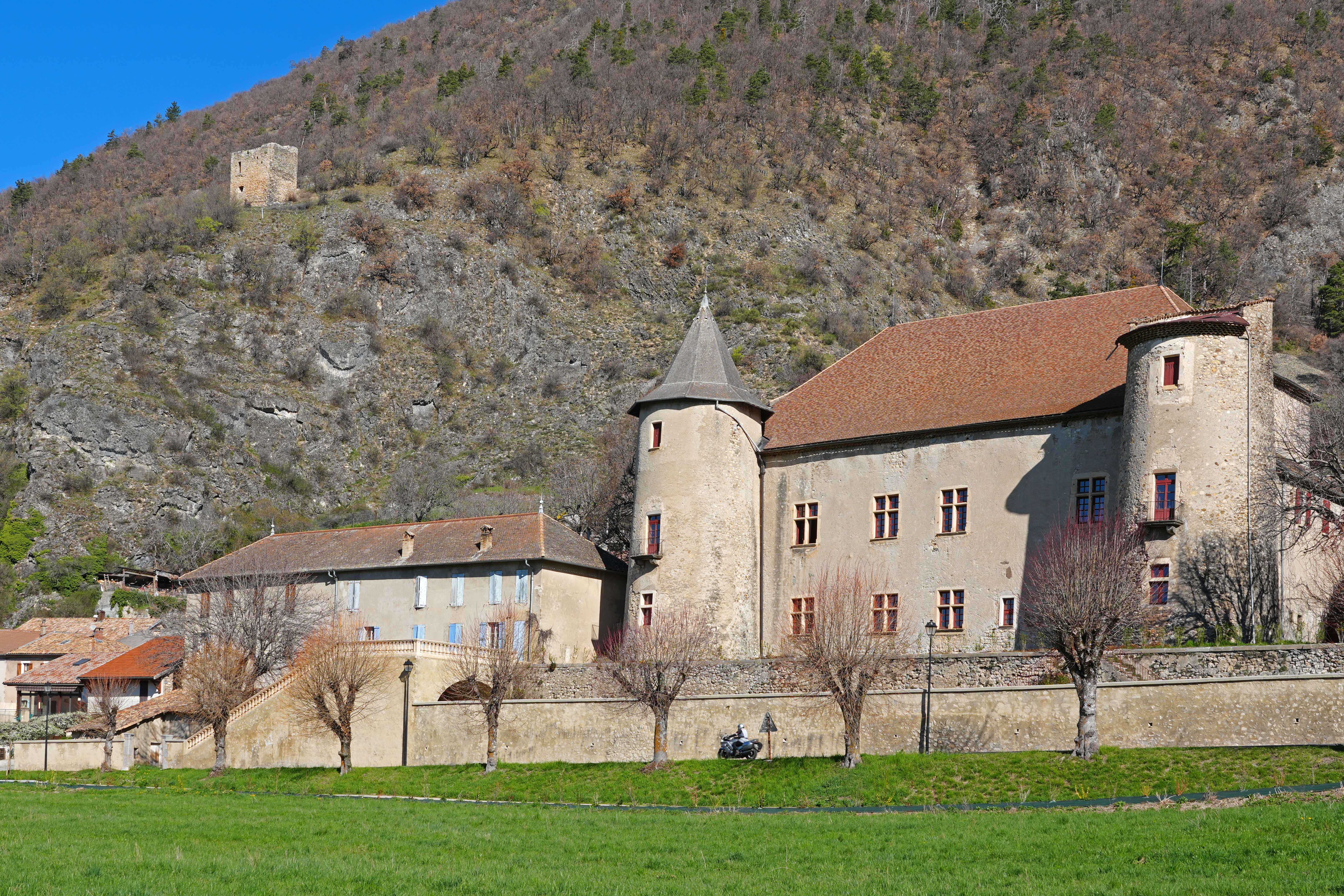
Le château.

#### Le château
Le château de Montmaur a été bâti à partir du XIIIe siècle, il va évoluer et s'agrandir au fil des siècles. Cette bâtisse était dotée à chaque angle d'échauguettes qui seront remplacées en 1590 par quatre tours massives, dont deux sont encore intactes sur la partie sud. Cette propriété comprend dans son ensemble historique des bâtiments fermiers (écuries, étables, granges, forge, four à pain…), et une courtine située à l'ouest dans la partie appelé la Flamme. Ses grandes salles d'apparat (dont certaines font 150 m2 au sol) sont dotées de plafonds à la française et de cheminées en gypse d'époque Renaissance. L'intérieur est très riche en fresques, dont certaines remontent à la Renaissance et aux XVIIe et XVIIIe siècles, les colonnes en gypse de l'escalier d'honneur sont de styles dorique, ionique ou même corinthien.
Une des autres richesses artistiques du château est constituée par ses portes en noyer, celles-ci sont sculptées de nombreuses représentations en trompe-l'œil. À l'extérieur, le XIXe siècle a vu l'aménagement des jardins. Il a été racheté en 2006 par le département des Hautes-Alpes qui a engagé des travaux afin de pouvoir ouvrir sa visite au public ; depuis, il se visite de la fin du mois de juin aux Journées du patrimoine en septembre, des spectacles et expositions y étant également proposés. L'édifice est classé au titre des monuments historiques en 1988.

#### La tour sarrasine

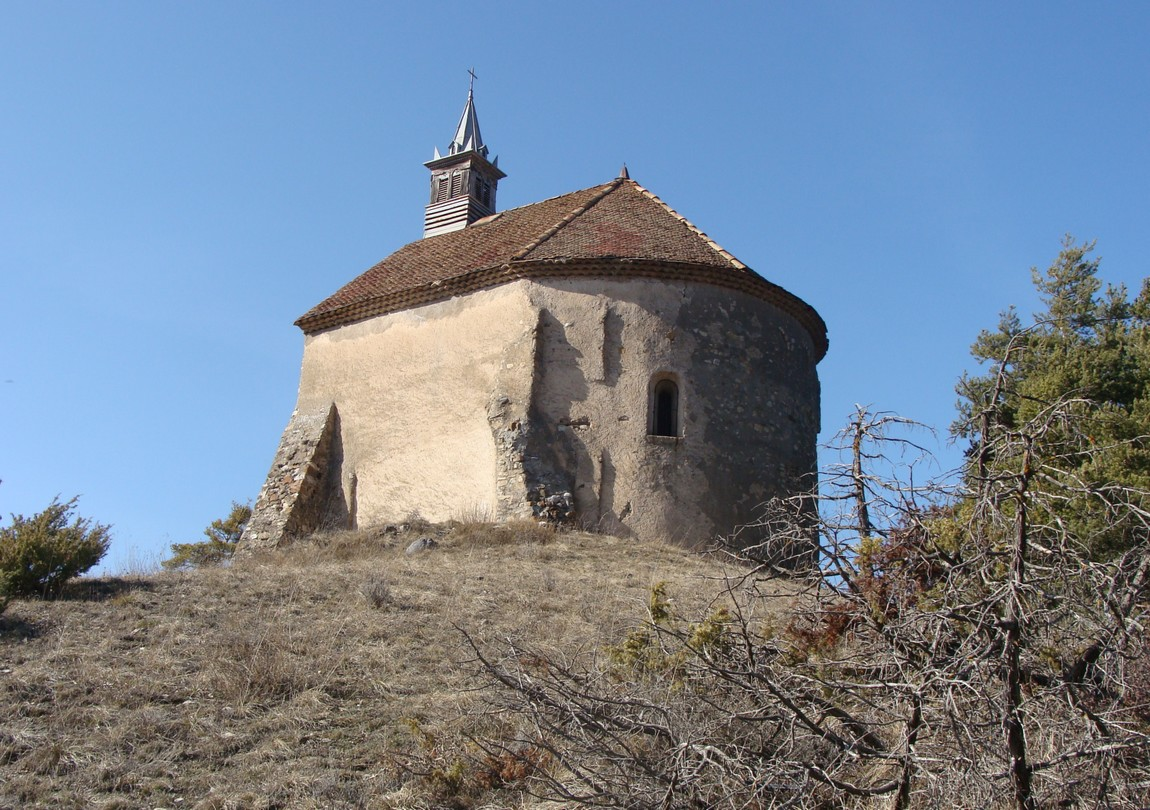
La chapelle Sainte-Philomène.

Des vestiges d'une tour de guet dite sarrasine (bien qu'aucunes preuves d'invasions ou de razzias soient rapportées pour ce territoire par les historiens) sont visibles sur la colline au-dessus du village. Elle complète un système défensif aujourd'hui presque disparu comme notamment des remparts autour du château.

#### Le vieux château
Le premier bâtiment à vocation défensive de Montmaur, fut construit à 1 351 m. d'altitude au sommet de la montagne de la Coucherine au-dessus du village par la famille noble des Montauban au XIe siècle. La construction plus tard d'un nouveau château au contact de ses basses terres, sans doute pour des questions de commodités et de conforts, laissera ce premier bâtiment à l'abandon et à la ruine.

#### La chapelle Sainte-Philomène
Isolée sur une petite butte entre le village et la route nationale, cette pittoresque chapelle est constituée des vestiges d'une ancienne église romane. L'édifice qui était en mauvais état a été transformé en chapelle au XIXe siècle, à la suite de la guérison miraculeuse d'une jeune fille percluse du village, Élisabeth Reynaud qui invoquait sainte Philomène pour sa guérison. De l'édifice primitif bâti sur les plans d'une croix latine reste le chœur et une abside. La chapelle est inscrite au titre des monuments historiques en 1948.
- Église Saint-Pierre de Montmaur.
- Chapelle Notre-Dame-des-Prats de la Montagne.
- Chapelle de la Transfiguration de Notre Seigneur de hameau des Sauvas.

### Personnalités liées à la commune
- Pierre Ponson du Terrail (8 juillet 1829 - 10 janvier 1871), romancier, est né à Montmaur.
- Charles Blanc (9 février 1857 - 10 septembre 1915), préfet de police de Paris entre 1897 et 1899, est mort à Montmaur.
- Jean Couzy (9 juillet 1923 - 2 novembre 1958), célèbre alpiniste mort dans l'ascension de la crête des Bergers (massif du Dévoluy), enterré au cimetière communal.
- Cyprien Sarrazin (13 octobre 1994), skieur alpin.

### Héraldique
| Blason de Montmaur | Blason  | De gueules à deux châteaux crénelés de quatre pièces surmontées de trois tourelles couvertes, celles du centre plus hautes, le tout d'or, ouvert et ajouré de sable, au chef d'or losangé de quatre pièces de gueules. |
| Blason de Montmaur | Détails | Le statut officiel du blason reste à déterminer. |